# (1951) Lick
(1951) Lick (aussi nommé 1949 OA) est un astéroïde aréocroiseur, découvert le 26 juillet 1949 par Carl Alvar Wirtanen à l'observatoire Lick, en Californie. Il a été nommé en hommage à James Lick, mécène américain qui a financé la construction de l'observatoire portant désormais son nom.
(1951) Lick est un astéroïde de type A, donc riche (> 80 %) en olivine, au moins en ce qui concerne les roches de sa surface.